# Liên hiệp Phát sóng châu Âu
Liên hiệp Phát sóng châu Âu (tiếng Anh: European Broadcasting Union, EBU; tiếng Pháp: Union européenne de radio-télévision, UER) là một liên minh của các đơn vị truyền thông dịch vụ công cộng, được thành lập vào ngày 12 tháng 2 năm 1950. Tính đến năm 2023, tổ chức này bao gồm 112 thành viên chính từ 54 quốc gia, và 30 thành viên liên kết từ 19 quốc gia. Hầu hết các quốc gia EU là một phần của tổ chức này và do đó EBU là đối tượng xem xét của quy định và pháp luật siêu quốc gia. Liên hiệp cũng đã tổ chức các cuộc tranh luận giữa các ứng cử viên cho chức tổng thống Ủy ban châu Âu cho bầu cử quốc hội năm 2014, nhưng không liên quan đến chính Liên minh Châu Âu. Liên hiệp được biết đến với việc sản xuất chương trình Eurovision Song Contest.

## Thành viên

Nước đang là thành viên EBU được tô màu theo thứ tự gia nhập từ năm 1950.

Danh sách thành viên chính thức vào năm 2022, bao gồm 66 công ty phát thanh truyền hình sau đây từ 55 quốc gia.
| Quốc gia              | Tên tổ chức | Tên ngôn ngữ gốc | Viết tắt      | Năm                      |
| --------------------- | --- | --- | ------------- | ------------------------ |
| Ai Cập                | Egyptian Radio and Television Union | إتحاد الإذاعة و التليفزيون المصري | ERTU          | 1985                     |
| Albania               | Radio and Television of Albania | Radio Televizioni Shqiptar | RTSH          | 1999                     |
| Algeria               | Etablissement public de Télévision Algérienne, Enterprise nationale de radiodiffusion, Télédiffusion d'Algérie                                           | المـؤسـسـة العمومية للتـلـفزيـون, الإذاعة الجزائرية, تلفزيون لجزائر | EPTV-EPRS-TDA | 1970                     |
| Andorra               | Đài phát thanh - truyền hình Andorra | Ràdio i Televisió d'Andorra | RTVA          | 2002                     |
| Anh Quốc              | British Broadcasting Corporation | - | BBC           | 1950                     |
| Anh Quốc              | United Kingdom Independent Broadcasting - Independent Television - Channel 4 - Sianel 4 Cymru                                                            | Darlledu Annibynnol y Deyrnas Gyfunol | UKIB          | 1960                     |
| Armenia               | Public Radio of Armenia and Public Television of Armenia                                                                                                 | Հայաստանի Հանրային Ռադիո, Հայաստանի հանրային հեռուստաընկերություն | AMPTV         | 2005                     |
| Áo                    | Austrian Broadcasting | Österreichischer Rundfunk | ORF           | 1953                     |
| Azerbaijan            | Public TV and Radio | İctimai Televiziya və Radio Yayımları Şirkəti | İTV           | 2007                     |
| Ba Lan                | Polish Radio and Television - Polish Television (TVP) - Polish Radio (PR)                                                                                | Polskie Radio i Telewizja: - Telewizja Polska (TVP) - Polskie Radio (PR) | PRT           | 1993                     |
| Bỉ                    | Flemish Radio & Television Network and Radio and Television of Belgian French                                                                            | Vlaamse Radio-en Televisieomroep, Radio-Télévision Belge Francophone | VRT-RTBF      | 1950                     |
| Bosnia và Herzegovina | Radio and Television of Bosnia and Herzegovina | Radio-televizija Bosne i Hercegovine Радио-телевизија Босне и Херцеговине | BHRT          | 1993                     |
| Bồ Đào Nha            | Radio and Television of Portugal | Rádio e Televisão de Portugal | RTP           | 1950                     |
| Bulgaria              | Bulgarian National Radio | Българско национално радио | BNR           | 1993                     |
| Bulgaria              | Bulgarian National Television | Българска национална телевизия | BNT           | 1993                     |
| Croatia               | Croatian Radiotelevision | Hrvatska radiotelevizija | HRT           | 1993                     |
| Cộng hòa Séc          | Czech Radio | Český rozhlas | ČR            | 1994                     |
| Cộng hòa Séc          | Czech Television | Česká televize | ČT            | 1994                     |
| Đan Mạch              | Danish Broadcasting Corporation | Danmarks Radio | DR            | 1950                     |
| Đan Mạch              | TV2 | TV2 | DK/TV2        | 1989                     |
| Estonia               | Estonian Public Broadcasting | Eesti Rahvusringhääling | ERR           | 1993                     |
| Phần Lan              | Finnish Broadcasting Corporation | tiếng Phần Lan: Yleisradio tiếng Thụy Điển: Rundradion | Yle           | 1950                     |
| Phần Lan              | MTV3 | MTV Oy | FI/MTV        | 1993                     |
| Pháp                  | - TF1 - France Télévisions - Canal+ - Radio France - Radio France Internationale}                                                                        | Groupement des Radiodiffuseurs Français de l'UER | GRF           | 1950                     |
| Pháp                  | Europe 1 | Europe 1 | E1            | 1978                     |
| Gruzia                | Georgian Public Broadcaster | საქართველოს საზოგადოებრივი მაუწყებელი | GPB           | 2005                     |
| Đức                   | German National Broadcasting | Arbeitsgemeinschaft der öffentlich-rechtlichen Rundfunkanstalten der Bundesrepublik Deutschland | ARD           | 1952                     |
| Đức                   | Second German Television | Zweites Deutsches Fernsehen | ZDF           | 1963                     |
| Hà Lan                | Netherlands Public Broadcasting | Nederlandse Publieke Omroep | NPO           | 1950                     |
| Hy Lạp                | Hellenic Broadcasting Corporation | Ελληνική Ραδιοφωνία Τηλεόραση} | ΕRΤ           | 1950-2013 2015-nay       |
| Hungary               | Hungarian Media Group: - Media Support and Asset Management Fund (MTVA) - Hungarian Radio (MR) - Hungarian Television (MTV) - Duna TV                    | - Médiaszolgáltatás-támogató és Vagyonkezelő Alap (MTVA) - Magyar Rádió (MR) - Magyar Televízió (MTV) - Duna Televízió | HMG           | 1993 (sáp nhập năm 2014) |
| Iceland               | National Broadcasting Service | Ríkisútvarpið | RÚV           | 1956                     |
| Ireland               | Đài Phát thanh - Truyền hình Ireland | Raidió Teilifís Éireann | RTÉ           | 1950                     |
| Ireland               | TG4 | TG4 Teilifís na Gaeilge | TG4           | 2007                     |
| Israel                | Israeli Public Broadcasting Corporation | תאגיד השידור הישראלי | IPBC/KAN      | 2017                     |
| Jordan                | Jordan Radio and Television Corporation | التلفزيون الأردني | JRTV          | 1970                     |
| Latvia                | Latvian Television | Latvijas Televīzija | LTV           | 1993                     |
| Latvia                | Latvian Radio | Latvijas Radio | LR            | 1993                     |
| Lebanon               | Télé Liban | تلفزيون لبنان | TL            | 1950                     |
| Libya                 | Libya National Channel | - | LNC           | 2011                     |
| Lithuania             | Lithuanian National Radio and Television | Lietuvos Radijas ir Televizija | LRT           | 1993                     |
| Luxembourg            | CLT MultiMedia | Compagnie Luxembourgeoise de Télédiffusion | CLT (RTL)     | 1950                     |
| Luxembourg            | Radio 100,7 | Radio 100,7 | ERSL          | 1996                     |
| Bắc Macedonia         | Macedonian Radio Television | Македонска радио телевизија | MKRTV         | 1993                     |
| Malta                 | Public Broadcasting Services | Public Broadcasting Services | MT/PBS        | 1970                     |
| Moldova               | TeleRadio-Moldova | Teleradio-Moldova | TRM           | 1993                     |
| Montenegro            | Radio & Television of Montenegro | Radio televizija Crne Gore Радио телевизија Црне Горе | RTCG          | 2006                     |
| Morocco               | Société Nationale de Radiodiffusion et de Télévision | الشركة الوطنية للإذاعة والتلفزة | SNRT          | 1969                     |
| Na Uy                 | Norwegian Broadcasting Corporation | Norsk Rikskringkasting AS | NRK           | 1950                     |
| Na Uy                 | TV2 | TV2 AS | NO/TV2        | 1992                     |
| Romania               | Romanian Radio Broadcasting Company | Societatea Română de Radiodifuziune | ROR           | 1993                     |
| Romania               | Romanian Television | Televiziunea Română | RO/TVR        | 1993                     |
| San Marino            | Radio-Television of San Marino | Radiotelevisione della Repubblica di San Marino | SMTV          | 1995                     |
| Serbia                | Radio Television of Serbia | Радио-телевизија Србије | RTS           | 2001                     |
| Síp                   | Cyprus Broadcasting Corporation | tiếng Hy Lạp: Ραδιοφωνικό Ίδρυμα Κύπρου tiếng Thổ Nhĩ Kỳ: Kıbrıs Radyo Yayın Kurumu | CyBC/RIK KRYK | 1969                     |
| Slovakia              | Radio and Television Slovakia | Rozhlas a televízia Slovenska | RTVS          | 2011                     |
| Slovenia              | Radio-Television of Slovenia | Radiotelevizija Slovenija | RTVSLO        | 1993                     |
| Tây Ban Nha           | Spanish Radio-Television | Corporación Radiotelevisión Española | RTVE          | 1955                     |
| Tây Ban Nha           | Spanish Society of Radio | Sociedad Española de Radiodifusión | SER           | 1982                     |
| Tây Ban Nha           | People's Radiowaves of Spain | Cadena de Ondas Populares de España | COPE          | 1998                     |
| Thụy Điển             | - Sveriges Television - Sveriges Radio - Swedish Educational Broadcasting Company                                                                        | Sveriges Television och Radio Grupp AB | STR           | 1950                     |
| Thụy Sĩ               | Swiss Broadcasting Corporation - Schweizer Radio und Fernsehen - Radio Télévision Suisse - Radiotelevisione svizzera - Radiotelevisiun Svizra Rumantscha | SRG SSR - Radio- und Fernsehgesellschaft (tiếng Đức) - Société suisse de radiodiffusion et télévision (tiếng Pháp) - Società svizzera di radiotelevisione (tiếng Ý) - Societad svizra da radio e televisiun (tiếng Romansh) | SRG SSR       | 1950                     |
| Tunisia               | Radiodifussion-Télévision Tunisienne | مؤسسة الإذاعة والتلفزة التونسية | RTT           | 1950                     |
| Thổ Nhĩ Kỳ            | Turkish Radio and Television Corporation | Türkiye Radyo-Televizyon Kurumu | TRT           | 1950                     |
| Ukraina               | Public Broadcasting Company of Ukraine | Національна суспільна телерадіокомпанія України | UA:PBC        | 1993                     |
| Vatican               | Vatican Radio | Radio Vaticana | RV            | 1950                     |
| Ý                     | Italian Radio-Television | Radiotelevisione Italiana | RAI           | 1950                     |

### Thành viên cũ
| Quốc gia             | Tên tổ chức | Viết tắt | Từ   | Đến  |
| -------------------- | --- | -------- | ---- | ---- |
| Belarus              | Belarusian Radio and Television Company (Нацыянальная дзяржаўная тэлерадыёкампанія Рэспублікі Беларусь)                              | BTRC     | 1993 | 2021 |
| Czechoslovakia       | Czechoslovak Television | CST      | 1991 | 1992 |
| Greece               | New Hellenic Radio, Internet and Television                                                                                          | NERIT    | 2014 | 2015 |
| Monaco               | Telemontecarlo | TMC      | 1981 | 2001 |
| Israel               | Israel Broadcasting Authority (רָשׁוּת השִּׁדּוּר)                                                                                           | IBA      | 1957 | 2017 |
| Libya                | Libyan Jamahiriya Broadcasting Corporation (الجماهيرية اللّيبيّة)                                                                      | LJBC     | 1974 | 2011 |
| Monaco               | Groupement de Radiodiffuseurs Monégasques: - Radio Monte Carlo (RMC) - Télé Monte-Carlo (TMC)                                        | GRMC     | 1950 | 2021 |
| Monaco               | Telemontecarlo (hiện tại là La7) | TMC      | 1981 | 2001 |
| Nga                  | Channel One Russia (Первый канал) | C1R      | 1996 | 2022 |
| Nga                  | All-Russia State Television and Radio Broadcasting Company (Всероссийская государственная телевизионная и радиовещательная компания) | VGTRK    | 1993 | 2022 |
| Nga                  | Radio Dom Ostankino: - Radio Mayak (MK) - Radio Orpheus (OP) - Voice of Russia Radio (VOR)                                           | RDO      | 1996 | 2022 |
| Serbia và Montenegro | Udruženje javnih radija i televizija (Alliance of Public Radio and Television)                                                       | UJRT     | 2001 | 2006 |
| Slovakia             | Slovenská televízia | STV      | 1993 | 2011 |
| Tây Ban Nha          | Antena 3 Radio | A3R      | 1986 | 1993 |
| Tây Ban Nha          | Radio Popular SA COPE | COPE     | 1998 | 2019 |
| Tây Ban Nha          | Sociedad Española de Radiodifusión                                                                                                   | SER      | 1982 | 2020 |
| Thụy Điển            | TV4 | SE/TV4   | 2004 | 2019 |
| Vatican City         | Vatican Television Center | CTV      | 1950 | 2012 |
| Yugoslavia           | Yugoslav Radio Television | JRT      | 1950 | 1992 |

### Đăng ký thành viên vào EBU
Dưới đây là một bảng các tổ chức phát thanh truyền hình đã đệ trình các đơn xin gia nhập EBU làm thành viên nhưng hoặc vẫn đang được xem xét, hoặc đã bị từ chối.
| Quốc gia      | Tên tổ chức                                 | Viết tắt | Chú thích | Năm        |
| ------------- | ------------------------------------------- | -------- | --- | ---------- |
| Kazakhstan    | Kazakhstan Radio and Television Corporation | KRTC     | State Television Company awaits of satisfaction of request for Pending or Approved EBU membership since 2008. Kazakhstan is outside of the European Broadcasting area, and thus cannot be granted Active Membership.                                                 | 2008       |
| Kosovo        | Radio Television of Kosovo                  | RTK      | RTK has shown interest into obtaining active EBU membership. However, they have yet to fulfil all the criteria set by the EBU for admission. | 2008       |
| Liechtenstein | 1 Fürstentum Liechtenstein Television       | 1FLTV    | Liechtenstein's only television broadcaster began broadcasting on ngày 15 tháng 8 năm 2008. In July 2009, Peter Kölbel, broadcaster's managing director officially announced its intent to apply to join the EBU by the end of July 2009.                            | 2009, 2010 |
| Morocco       | La deuxième Télévision                      | 2M TV    | The second commercial channel of Morocco has asked for membership to the EBU. | 2011       |
| Palestine     | Palestinian Broadcasting Corporation        | PBC      | The broadcasting corporation is a former Associate Member, and was alleged to have held negotiations with the EBU to become Active Members. However, Palestine is not a member of the required organisations, and thus does not comply with the criteria.            | 2007       |
| Qatar         | Qatar Radio                                 | QR       | Recently shown interest at Eurovision 2009, by sending delegates in the hope of applying for active membership. However their application has been denied under the current rules, due to the Gulf State being completely outside of the European Broadcasting Area. | 2009       |

### Thành viên liên kết

Các nước có thành viên hiệp hội EBU

Bất kỳ nhóm hoặc tổ chức thành viên của Liên minh Viễn thông quốc tế (ITU) mà cung cấp một dịch vụ phát thanh hoặc truyền hình ngoài khu vực châu Âu, được phép nộp đơn đến EBU xin làm một hội viên liên kết. Nước có tình trạng này cũng phải trả một khoản phí hàng năm để duy trì tình trạng này. Nếu khoản phí này không được thanh toán, tư cách thành viên liên kết của họ sẽ bị thu hồi. EBU cũng đã thông báo rằng bất kỳ nước nào được cấp tư cách thành viên liên kết sẽ không được truy cập vào bất kỳ hệ thống Eurovision nào.
Danh sách các thành viên liên kết của EBU, bao gồm 34 công ty phát thanh truyền hình sau đây từ 20 quốc gia, tính đến tháng 1 năm 2014.
| Quốc gia    | Tên tổ chức                                                | Viết tắt |
| ----------- | ---------------------------------------------------------- | -------- |
| Úc          | Australian Broadcasting Corporation                        | ABC      |
| Úc          | FreeTV Australia                                           | Free     |
| Úc          | SBS Australia                                              | SBS      |
| Bangladesh  | National Broadcasting Authority of Bangladesh              | NBAB     |
| Brazil      | TV Cultura (Fundação Padre Anchieta)                       | FPA      |
| Canada      | Canadian Broadcasting Corporation and Societé Radio Canada | CBC/SRC  |
| Chile       | Canal 13                                                   | UCCTV    |
| Trung Quốc  | China Central Television                                   | CCTV     |
| Trung Quốc  | Shanghai Media Group                                       | SMG      |
| Cuba        | Cuban Institute of Radio and Television                    | ICRT     |
| Gruzia      | Teleimedi                                                  | TEME     |
| Gruzia      | Rustavi 2                                                  | RB       |
| Hồng Kông   | Radio Television Hong Kong                                 | RTHK     |
| Ấn Độ       | Ākāshvāṇī (All India Radio)                                | AIR      |
| Iran        | Islamic Republic of Iran Broadcasting                      | IRIB     |
| Nhật Bản    | Nippon Hoso Kyokai                                         | NHK      |
| Nhật Bản    | Tokyo Broadcasting System                                  | TBS      |
| Nhật Bản    | Tokyo FM                                                   | TKM      |
| Kazakhstan  | Khabar Agency                                              | KA       |
| Malaysia    | Radio Televisyen Malaysia                                  | RTM      |
| Mauritius   | Mauritius Broadcasting Corporation                         | MBC      |
| New Zealand | Radio New Zealand                                          | RNZ      |
| New Zealand | Television New Zealand                                     | TVNZ     |
| Oman        | Public Authority for Radio and TV of Oman                  | PARTO    |
| Nam Phi     | South African Broadcasting Corporation                     | SABC     |
| Hàn Quốc    | Korean Broadcasting System                                 | KBS      |
| Syria       | Organisme de la Radio-Télévision Arabe Syrienne            | ORTAS    |
| Hoa Kỳ      | American Broadcasting Company                              | ABC      |
| Hoa Kỳ      | American Public Media                                      | APM      |
| Hoa Kỳ      | CBS Broadcasting Inc.                                      | CBS      |
| Hoa Kỳ      | National Public Radio                                      | NPR      |
| Hoa Kỳ      | National Broadcasting Company                              | NBC      |
| Hoa Kỳ      | Public Broadcasting Service                                | PBS      |
| Hoa Kỳ      | WFMT Radio Network                                         | WFMT     |